# Гаррісон Аффул
Гаррісон Аффул (англ. Harrison Afful, нар. 24 червня 1986, Кумасі) — ганський футболіст, захисник американського клубу «Коламбус Крю» та національної збірної Гани.

## Клубна кар'єра
Вихованець футбольної школи клубу «Феєнорд Екедемі». Дорослу футбольну кар'єру розпочав 2005 року в основній команді того ж клубу, в якій провів чотири сезони, взявши участь у 148 матчах чемпіонату. Більшість часу, проведеного у складі «Феєнорд Екедемі», був основним гравцем захисту команди.
Протягом 2007-2009 років на умовах оренди також грав за «Асанте Котоко».
До складу туніського клубу «Есперанс» приєднався 2009 року, з яким виграв низку національних трефеїів, а також Лігу чемпіонів КАФ у 2011 році. Саме Гаррісон вийшов на заміну в матчі-відповіді фіналу турнір і забив єдиний гол за свою команду у ворота марокканського клубу «Відад Касабланка», тим самим принісши перемогу своїй команді, а разом з перемогою і Континентальний Титул чемпіонів.
30 липня 2015 року Аффул підписав контракт з американським клубом МЛС «Коламбус Крю».

## Виступи за збірні
2006 року  залучався до складу молодіжної збірної Гани. На молодіжному рівні зіграв у 6 офіційних матчах, забив 1 гол.
2008 року дебютував в офіційних матчах у складі національної збірної Гани. Наразі провів у формі головної команди країни 39 матчів.
У складі збірної був учасником трьох розіграшів Кубка африканських націй: 2008 року у Гані, на якому команда здобула бронзові нагороди; 2010 року в Анголі, де разом з командою здобув «срібло»; а також 2013 року у ПАР.

## Нагороди

### Клуб
«Асанте Котоко»
- Чемпіона Гани: 2008

«Есперанс»
- Чемпіон Тунісу: 2008/09, 2009/10, 2010/11, 2001/12, 2013/14
- Переможець Кубка Тунісу: 2010/11
- Переможець Ліги чемпіонів КАФ: 2011

Фіналіст Ліги чемпіонів КАФ: 2010, 2012
- Фіналіст Суперкубка КАФ: 2012
- Учасник Клубного чемпіонату світу: 2011

### Збірна
Гана
- Фіналіст Кубка африканських націй: 2010, 2015

Бронзовий призер Кубка африканських націй: 2008

### Індивідуальні нагороди
- Найкращий футболіст чемпіонату Гани: 2008